# Lex Uiting
Lex Uiting (Venlo, 24 augustus 1986) is een Nederlands journalist en zanger. 
Uiting is als verslaggever en copresentator werkzaam voor RTL Boulevard. Daarvoor was hij te zien in RTL Late Night, Rambam en werkte hij als verslaggever voor GI:EL op NPO 3FM. Als zanger brengt hij liedjes in het Limburgs uit. Nao 't zuuje is het bekendst en staat al sinds 2018 in de NPO Radio 2 Top 2000.

## Biografie

### BNN
In 2005 ging Uiting bij BNN aan de slag. Hij werd verslaggever bij BNN United op Radio 1. Later werd hij 3FM-verslaggever voor achtereenvolgens de radioprogramma's Wout! en de Coen en Sander Show. 

### VARA
In 2007 stapte hij over naar de VARA. Daar ging hij aan de slag als presentator van het jongerenconsumentenprogramma Kassa 3 op Nederland 3. Later werkte Uiting voor diezelfde omroep als verslaggever en copresentator voor het programma Stenders Eetvermaak van Rob Stenders. En hij was  een van de Jakhalzen in het programma De Wereld Draait Door.
Sinds 2009 presenteert Uiting Kinderen voor Kinderen op Nederland 3 en was hij te zien in het journalistieke/satirische programma Rambam, ook op Nederland 3. Op dezelfde zender presenteerde hij vervolgens 3 op Reis Midweek, Lex Lokaal en als co-host De beste singer-songwriter van Nederland en Kanniewaarzijn.
In 2016 kreeg Uiting een eigen radioprogramma op NPO 3FM met de naam LEX.

### Gaat-ie Mee Of Zegt-ie Nee
Uiting was van 2012 t/m 2016 columnist/reporter in de ochtendshow van Giel Beelen op NPO 3FM. Hij maakte dagelijks de rubriek Gaat-ie Mee Of Zegt-ie Nee, waarin verzonnen feiten worden voorgelegd aan BN'ers. De vraag is dan of ze 'meelullen' of dat de prominent eerlijk zegt 'er niets vanaf te weten'.  
Door zijn rubriek stopte politicus John Leerdam in april 2012 met zijn werkzaamheden als Tweede Kamerlid voor de PvdA. Dit omdat hij meerdere keren reageerde op de verzonnen onderwerpen van Uiting. 

### RTL Late Night
Per 1 september 2018 stapte Uiting over naar RTL 4 waar hij verslaggever werd voor RTL Late Night met Twan Huys. Hij bleef betrokken bij het programma tot het stopte in 2019. Hij was het toen oneens met het feit dat de stekker uit het programma getrokken werd. "Een journalistiek talent als Twan had zoveel meer verdiend dan dit", zei hij daarover in het Algemeen Dagblad.

### RTL Boulevard
In 2019 ging hij aan de slag bij RTL Boulevard als verslaggever. Sinds 2020 is hij ook te zien als copresentator van het programma, vaak in het weekend. Uiting zorgde voor bijzondere tv-momenten. In 2022 liep Thierry Baudet boos weg uit uit een interview, nadat Uiting hem ervan betichtte uit zijn nek te kletsen. Datzelfde jaar stond hij voor een dichte deur bij Johan Derksen en René van der Gijp, na de kaarsenrel in Vandaag Inside.
De luchtigheid van RTL Boulevard vindt hij comfortabel, vertelde hij in 2025 in een interview op NPO Radio 1. "Ik heb me altijd voorgenomen om zo lang mogelijk buiten te spelen. Ik voel niet de behoefte om Nieuwsuur of iets dergelijks te presenteren."

### De Tumor Tapes
In 2021 maakte Uiting de podcast De Tumor Tapes voor de NPO met zijn vriendin Susan Oostdam. Daarin is het verhaal te horen over Oostdam die er na een uitstrijkje bij de huisarts achter komt dat ze een tumor van 3 centimeter in haar buik heeft.

## Overzicht

### Televisie
| Programma                                | Omroep/Zender      | Jaar       | Opmerking                                                     |
| ---------------------------------------- | ------------------ | ---------- | ------------------------------------------------------------- |
| Kassa 3                                  | VARA (Nederland 3) | 2007–2008  | Presentator                                                   |
| Kinderen voor Kinderen                   | VARA (Nederland 3) | 2008–2018  | Presentator                                                   |
| DWDD-Jakhalzen                           | VARA (Nederland 3) | 2011       |                                                               |
| Het Nieuwjaarsconcert                    | VARA (Nederland 3) | 2009–2018  | Presentator                                                   |
| Rambam                                   | VARA (Nederland 3) | 2012–2015  | Presentator                                                   |
| Zappmissie: Het geheim van Eyck          | KRO-NCRV (NPO 3)   | 2015       |                                                               |
| De Social Club                           | BNN (NPO 3)        | 2014       |                                                               |
| De beste singer-songwriter van Nederland | VARA (NPO 3)       | 2015       | Presentator                                                   |
| Expeditie Robinson 2016                  | RTL (RTL 5)        | 2016       | Deelnemer                                                     |
| Sinterklaasjournaal                      | NTR (NPO 3)        | 2016       | Verslaggever                                                  |
| RTL Late Night met Twan Huys             | RTL (RTL 4)        | 2018–2019  | Sidekick                                                      |
| 3Doc: Nao 't Zuuje                       | BNNVARA (NPO 3)    | 2018       | Documentaire over Uiting als Prins Carnaval van Venlo in 2017 |
| RTL Boulevard                            | RTL (RTL 4)        | 2019–heden | Verslaggever/Co-Host                                          |
| DNA Singers                              | RTL (RTL 4)        | 2023       | Panellid                                                      |
| Praat Nederlands met me                  | RTL (RTL 4)        | 2024       | Deelnemer                                                     |
| Secret Duets                             | RTL (RTL 4)        | 2024       | Secret Singer                                                 |
| Wat een dag!                             | RTL (RTL 4)        | 2024       | Deelnemer                                                     |
| Het perfecte plaatje                     | RTL (RTL 4)        | 2024       | Deelnemer                                                     |
| Regio Songfestival 2024                  | L1 (L1 TV)         | 2024       | Presentator                                                   |
| Oh, wat een jaar!                        | RTL (RTL 4)        | 2024       | Deelnemer                                                     |

### Radio
| Programma             | Functie              | Omroep            | Jaar       |
| --------------------- | -------------------- | ----------------- | ---------- |
| BNN United            | verslaggever         | BNN (NPO Radio 1) | 2005 -2006 |
| Wout!                 | reporter             | BNN (NPO 3FM)     | 2006       |
| De Coen & Sander Show | reporter             | BNN (3FM)         | 2006       |
| Stenders Eetvermaak   | reporter / co-host   | VARA (3FM)        | 2007 -2009 |
| Giel!                 | reporter / columnist | VARA (3FM)        | 2012-2016  |
| LEX                   | Presentator          | BNNVARA (3FM)     | 2016-2018  |

## Muzikant
Naast zijn radio- en televisiewerk zong Uiting tien jaar lang in de Venlose dialectband (zoemaar), die in 2012 werd opgeheven. In 2011 werd hij onderscheiden met de Priés Veur 't Limburgs Leed voor de debuutplaat Wiéd Weg Van De Waereld. In 2011 maakte Lex een speciaal lied voor het Venlose Zomerparkfeest. Met zijn band opende hij dat jaar het festival. Uiting schreef voor (zoemaar) onder andere de liedjes 7.03, Truuk, 30, Diék & Degelik, Noëit Miér Nao Hoés en Wae Winter. 
Uiting schreef in 2014 speciaal voor het huwelijk van zijn broer het lied Vanaaf vandaag. Het liedje werd opgepikt door Giel Beelen, 100% NL en Q-Music en bereikte de eerste positie in de iTunes Top 100. In 2017 bracht hij het nummer Nao 't Zuuje (Naar het Zuiden) uit, over zijn geboortestad Venlo. Dit nummer had hij geschreven naar aanleiding van zijn benoeming tot stadsprins Venlo. Ook met dit nummer wist hij de eerste plek van de iTunes lijst te halen en het nummer was dat jaar de meest gehoorde Vastelaovendsplaat tijdens de carnaval in Venlo.
In 2017 werd Uiting uitverkozen tot stadsprins van Venlo en maakte hij met Rob Hodselmans en Pieter Kuijpers de documentaire 'Nao 't Zuuje' die werd uitgezonden op NPO3. Voor deze documentaire schreef Lex de titelsong 'Nao 't Zuuje'.
In 2023 verscheen zijn debuutalbum LEX, met daarop 14 liedjes in het Limburgs dialect. Hierop staat ook het nummer Letste Leedje, een duet met Chantal Janzen dat Uiting eerder dat jaar al uitbracht en inmiddels al 1 miljoen keer werd gestreamd. 

### NPO Radio 2 Top 2000
| Nummer met noteringen in de NPO Radio 2 Top 2000 | '18  | '19 | '20 | '21 | '22 | '23 | '24 |
| ------------------------------------------------ | ---- | --- | --- | --- | --- | --- | --- |
| Nao 't zuuje                                     | 1214 | 626 | 405 | 388 | 527 | 499 | 588 |

1. ↑  Een vetgedrukt getal geeft de hoogste notering aan.
2. ↑  2018 was het eerste jaar met een notering voor dit nummer.

## Trivia
- Uiting woont samen en heeft een dochter en een zoon.[8][9]
- Op 10 februari 2017 werd Uiting uitgeroepen tot stadsprins van zijn geboortestad Venlo. Zijn adjudanten waren Martijn Peters en zijn broer Dick Uiting. Van deze ervaring is een documentaire gemaakt in 2018, met dezelfde naam als het nummer dat hij hiervoor schreef: ‘Nao ‘t Zuuje’.
- In oktober 2022 was Uiting te zien in de bioscoopfilm Kwestie van geduld.